# Philip (Dakota del Sur)
Philip es una ciudad ubicada en el condado de Haakon en el estado estadounidense de Dakota del Sur. En el Censo de 2010 tenía una población de 779 habitantes y una densidad poblacional de 502,97 personas por km².

## Geografía
Philip se encuentra ubicada en las coordenadas 44°2′27″N 101°39′53″O / 44.04083, -101.66472. Según la Oficina del Censo de los Estados Unidos, Philip tiene una superficie total de 1.55 km², de la cual 1.55 km² corresponden a tierra firme y (0%) 0 km² es agua.

## Demografía
Según el censo de 2010, había 779 personas residiendo en Philip. La densidad de población era de 502,97 hab./km². De los 779 habitantes, Philip estaba compuesto por el 94.35% blancos, el 0.26% eran afroamericanos, el 2.18% eran amerindios, el 0.77% eran asiáticos, el 0% eran isleños del Pacífico, el 0% eran de otras razas y el 2.44% pertenecían a dos o más razas. Del total de la población el 1.16% eran hispanos o latinos de cualquier raza.